# Cabrera-øgruppen
Cabrera („Gedeø“) er en af de spanske, Baleariske øer. Den ligger syd for Mallorca i Middelhavet, og den er den mindste, periodisk beboede ø i Balearernes selvstyrende region, men samtidig den største øgruppe, knyttet til Mallorca. Administrativt er Cabrera-øgruppen underlagt Mallorcas hovedstad, Palma.

## Geografi

### Beliggenhed og størrelse
Øen Cabrera er på det længste sted i nord-sydlig retning 5,53 km lang, og i den øst-vestlige retning er den på det bredeste sted 5,29 km. Arealet er i alt på 15,69 km², og kysten er 38 km lang. Cabrera-øgruppen består af 18 øer med et samlet areal på 18,36 km² og en kystlinje på 54 km. Ud over Illa de Cabrera selv hører følgende øer til Cabrera-øgruppen:
- Estel de Fora,
- Estel des Coll,
- Estel de s’Esclata Sang,
- Estels Xapats (to øer),
- Illa de l’Imperial,
- Illa des Conills,
- Illa de ses Bledes,
- Illa de ses Rates,
- Illa des Fonoll,
- L’Esponja,
- Na Foradada,
- Na Plana,
- Na Pobra,
- Na Redona,
- s’Illot de na Foradada,
- s’Illot Pla.

Hele øgruppen er udlagt som nationalpark og praktisk taget ubeboet, bortset fra garnisonen og nogle få, civile beboere. Geologisk hører øgruppen til Mallorca, som den blev adskilt fra for ca. 15.000 år siden. Administrativt er øen en del af Palma, som den er adskilt fra ved et sund på 13,6 km bredde.

### Landskab
Landskabet er temmelig klippefyldt og præget af karst. Dette skyldtes de vilde geder, som åd selv de mindste, grønne skud på træerne. For en del år siden fjernede man dem fra øerne, fordi der var risiko for, at de ville æde alt grønt.
Alt i alt er Cabrera forholdsvis flad med mange, klippefyldte havindskæringer, deriblandt en meget stor, vindbeskyttet naturhavn. Det højeste punkt når 172 m over havet. Der findes flere huler, blandt andet den berømte Cova Blava („Blå grotte“).
I 1991 blev øgruppen og det omgivende havområde erklæret for nationalpark. Fra den 1. juli 2008 finder man i Colònia de Sant Jordi, på Plaça Es Dolç, en informationssted for Nationalparken Cabrera.

#### Bugter
regnet fra havnen og med uret:
| - Cala Gandulf - Cala Santa Maria - Cala Ambuxa | - Cala des Governador - Cala des Calamars - Cala Anciola | - Cala Coll Roig - Cala Mal Entredor - Cala Galiota |

#### Forbjerge
ligeledes fra havnen og med uret:
| - Cap Xurigué - Cap des Moro Botí - Cap Ventós - Cap de sa Carabassa | - Cap Falcó - Punta de Anciola (mit Leuchtturm) - Cap Vermell - Cap de LLebeitx |

#### Huler
- Cova Blava
- Cova des Mastral
- Cova des Amich

## Historie
Efter fønikerne og karthagenienserne kendte også romerne til øen, og Plinius formodede, at Hannibal blev født dér. En tid tilhørte øgruppen det Byzantinske rige. I det 14. århundrede, mens øerne var underlagt den aragonske krone, byggede man en borg oven for hovedbugten på Cabrera, en dyb og vindbeskyttet naturhavn, til beskyttelse mod sørøveroverfald.
Under Napoleonskrigene, hvor Spanien kæmpede for sin frihed, brugte man fra 1807 til 1814 den ubeboede ø til en slags interneringslejr for en del af de franske tropper, der var faldet i hænderne på spanierne efter slaget ved Bailén. Ud af de tilsammen 18.000 fanger fra Grande Armée blev ca. 12.000 anbragt på øen. Uden tilstrækkeligt med vand, mad og medicin døde mellem 3.500 og 5.000 af dem på Cabrera. Et monument på midten af øen minder i dag om denne tragiske og næsten glemte episode i øgruppens historie.
I det 19. århundrede byggede man fyrtårnene på hovedøen, og man forsøgte sig med en fornyet bosættelse. En vinkælder, der blev bygget af familien Feliu på denne tid, tjener i dag som lokale for det etnografiske museum. På grund af øgruppens strategiske placering blev alle ejendomme på Cabrera opkøbt under den 1. verdenskrig, og øen fik i stedet en garnison. Den findes stadig, og øerne er militært afspærret område, og derfor er der begrænsninger i mulighederne for at færdes der.

## Seværdigheder
- Cova Blava (kastillansk Cueva Azul, „Blå Grotte“) er en 160 m lang og 50 m bred hule på nordsiden af Cala Gandulf, hvor vandet lyser blåt på grund af refleksioner fra sandbunden. Grotten kan kun besøges fra havsiden, men udflugtsbådene fra Mallorca lægger til ved den.
- Resterne af et fæstningstårn fra det 14. århundrede, bygget til beskyttelse mod sørøveroverfald i havnen.
- Et monument fra 1847 til minde om de franske krigsfanger, der døde på øen mellem 1809 og 1814.
- En sømandskirkegård
- Fyrtårnet på Punta de Anciola
- Øens historiske museum

## Transport
Der sejler udflugtsbåde (Golondrinas) fra Mallorca til hovedøen, Cabrera. Fra Colònia de Sant Jordi er der daglig afgang året rundt, og turen varer ca. 30 minutter. Fra Porto Petro varer turen, der tilbydes fra den 1. maj til den 30. september, ca. 75 minutter. Hvis man vil besøge øgruppen i egen båd, kræver det en statslig tilladelse, der er gratis, men hvis antal begrænses til 50 pr. dag. Man må kun lægge til i de små havne. Private både må ikke ankre op for at undgå skader på havbunden i dette naturbeskyttelsesområde. I stedet lægger man til ved de 50 fast forankrede fortøjningstønder. Opholdet er tidsbegrænset: 1 nat i juli og august; 2 nætter i juni og september og op til 7 natter resten af året.
Det centrale mødested på øen er en lille bar i byen Es Port. Her kan man få lidt at spise og drikke, og her findes den formentlig eneste telefon på øgruppen. Det er dog ikke muligt at proviantere til længere sejlture på øen.
| 1995                                             | 1996   | 1997   | 1998   | 1999   | 2000   | 2001   | 2002   | 2003   | 2004   | 2005   | 2006   | 2007   | 2008   | 2009   | 2010   | 2011   |
| 36.173                                           | 39.265 | 43.215 | 52.796 | 47.302 | 44.983 | 64.068 | 66.302 | 66.535 | 73.540 | 71.987 | 74.532 | 76.541 | 60.804 | 60.662 | 64.688 | 75.544 |
| * Besøgertal ifølge Ministerio de Medio Ambiente |        |        |        |        |        |        |        |        |        |        |        |        |        |        |        |        |

## Eksterne links
- Consell de Mallorca: Land- og Havnationalparken Cabrera Arkiveret 20. oktober 2011 hos  Wayback Machine (catalansk)
- Govern de les Illes Balears : Cabrera-øgruppen, hav- og Landbekyttelsesområde (catalansk)
- Strande og bugter på Cabrera Arkiveret 15. juni 2009 hos  Wayback Machine (spansk)
- Parquesnacionales: Oversigtskort over Cabrera-øgruppen Arkiveret 14. august 2012 hos  Wayback Machine (spansk)
- Planetware: Oversigtskort (engelsk)

39°12′N 3°00′Ø / 39.2°N 3°Ø